# Vaini
Vaini è un distretto delle Tonga della divisione di Tongatapu con 13 246 abitanti (censimento 2021).

## Località
Di seguito l'elenco dei villaggi del distretto:
- Vaini - 3 316 abitanti
- Malapo - 647 abitanti
- Longoteme - 692 abitanti
- Folaha - 905 abitanti
- Nukuhetulu - 330 abitanti
- Veitongo - 1 411 abitanti
- Ha'ateiho - 2 636 abitanti
- Pea - 2 004 abitanti
- Tokomololo - 1 305 abitanti